# Ludwig Riedesel zu Eisenbach (1846–1924)
Ludwig Riedesel Freiherr zu Eisenbach (* 22. Dezember 1846 in Lauterbach (Hessen); † 19. Oktober 1924 ebenda) war ein deutscher Standesherr und Erbmarschall in Hessen. 

## Leben
Ludwig Riedesel studierte an der  Hessischen Ludwigs-Universität und der Georg-August-Universität Göttingen Rechtswissenschaft. Er wurde Mitglied des Corps Starkenburgia und des Corps Saxonia Göttingen. Das Studium schloss er mit der Promotion zum Dr. iur. ab. Er erbte als Senior der Familie nach dem Tod von Georg Riedesel zu Eisenbach (Erbmarschall, 1845) Amt und Titel des hessischen Erbmarschalls und den Rang eines Standesherren für die ehemalige Herrschaft Riedesel. Als Standesherr war er automatisch Mitglied der ersten Kammer der Landstände des Großherzogtums Hessen. Er gehörte der Kammer von 1878 bis 1918 an. 1898 bis 1918 war er zugleich Mitglied des Preußischen Herrenhauses.
Mit der Ausrufung der Republik in Deutschland endeten die Vorrechte des Adels in Deutschland, und sowohl das Amt des hessischen Erbmarschalls als auch die hessische und preußische erste Kammer endeten.

## Familie
Ludwig Riedesel zu Eisenbach  war der Sohn von Ludwig Riedesel zu Eisenbach (1806–1858) und dessen Ehefrau Wilhelmine geb. Gräfin von Otting-Fünfstetten (1811–1894). Wilhelm Riedesel zu Eisenbach war sein Bruder. 